# Bryopesanser tiara
Bryopesanser tiara is een mosdiertjessoort uit de familie van de Escharinidae. De wetenschappelijke naam van de soort is voor het eerst geldig gepubliceerd in 2012 door Tilbrook.